# Comtat de Château-Chinon
El comtat de Château-Chinon fou una jurisdicció feudal de França, creada el 1644 per elevació de la senyoria del mateix nom centrada a la població de Château-Chinon.
El territori pertanyia als bisbes d'Autun que el van infeudar a la família de Seguin al segle xi. Aquesta nissaga va governar fins al 1240 quan la filla del darrer senyor Hug III de Seguin es va casar amb Dreux I de Mello. El senyor Dreux III fou el més important i es va casar amb Eustàquia de Lusignan, cosina del rei d'Anglaterra. La filla de Dreux IV, el darrer senyor de la nissaga, va aportar la senyoria el 1323 a Raül I de Brienne.
La família dels Brienne la van tenir fins al 1389 quan Carles VI de França se'n va apoderar i la va incroporar a la corona i la va bescanviar en feu amb el duc de Borbó Lluís II el Bo (Lluís II de Borbó, nascut 1336 + 1410), net del rei Felip de Valois; el va succeir el seu fill Joan I de Borbó (nascut 1381 + 1434, duc de Borbó i senyor de Château-Chinon entre altres títols del 1410 al 1434) i a aquest el seu fill Carles I de Borbó (nascut 1401 + 1456, duc 1434-1456).
La senyoria va passar el 1454 a mans de Carles el Temerari de Borgonya. El 1475, Carles, ocupat pel setge de Neuss a Prússia, fou atacat per les forces franceses de Lluís XI manades pel delfí d'Alvèrnia i es va lliurar batalla a un lloc anomenar Guy, proper a Château-Chinon, (segurament un dels tres llocs d'aquest nom avui ja desaparegut); el castell fou destruït en aquestes lluites. El 5 de gener de 1477 va morir Carles el Temerari i el va succeir la seva filla Maria de Borgonya, que es va casar amb Maximilià d'Àustria; els seus drets van passar al seu fill Felip el Bell (+1506) i després a Carles V. Els àustries van aconseguir amb molta feina fer-se reconèixer la senyoria doncs el rei Lluís XI) va aconseguir la cessió de Borgonya i Picardia al tractat d'Arras de 1482; finalment la senyoria va ser cedida el 1517 a la duquessa de Longueville i, per tant, a la casa d'Orleans-Longueville, que la va conservar fins al 1644. El 1569 Lluís I de Borbó-Condé, príncep de Comte va deixar la senyoria al fill del segon matrimoni Carles de Soissons (+1612), comte de Soissons, al que va succeir el seu fill Lluís (+1641) i la successió va recaure en la seva germana Maria Margarita de Borbó-Condé, comtessa de Soissons, que el 1625 havia abandonat el claustre per casar-se amb el general Francesc Tomàs de Savoia príncep de Carignan; en heretar del seu germà, Margarita i li va aportar al savoià la senyoria, elevada a comtat el 1644, i el comtat de Soissons. Maria Margarita va llegar el comtat de Soissons al seu segon fill Eugeni de Savoia-Carignan (+1673) i Château-Chinon al fill gran. La casa de Savoia-Carignan va conservar el comtat fins al 4 de març de 1719quan que el príncep, carregat de deutes, el va vendre a Monsieur de Mascrany, conseller del rei i marques de Paroy i Herme, que va aconseguir un molt bon preu, i es va titular senyor de Château-Chinon. La família Mascrany va conservar la senyoria fins a la revolució (fou formalment confiscada l'any III).

## Llista de Comtes
- Maria de Soissons, comtessa de Soissons 1641-1692, comtessa des de 1644
- Francesc Tomàs de Savoia, príncep de Carignan (marit) 1641-1656
- Manel Filibert de Savoia, príncep de Carignan, 1656-1709
- Víctor Amadeu I de Savoia, príncep de Carignan 1709-1719 (+1741)
- Luís de Mascrany 1737-1737, marquès de Paroy i d'Herme, senyor de Château-Chinon
- Francesc Maria de Mascrany 1737-1779, marquès de Paroy, senyor de Château-Chinon
- Magdalena Cecilia de Mascrany 1779-1791, marquesa de Paroy, senyora de Château-Chinon
- Lluís Gabriel Planelli de Mascrany, marquès de Maubec (marit, casats el 1772) 1779-1791